# Wzorzec jednostki miary

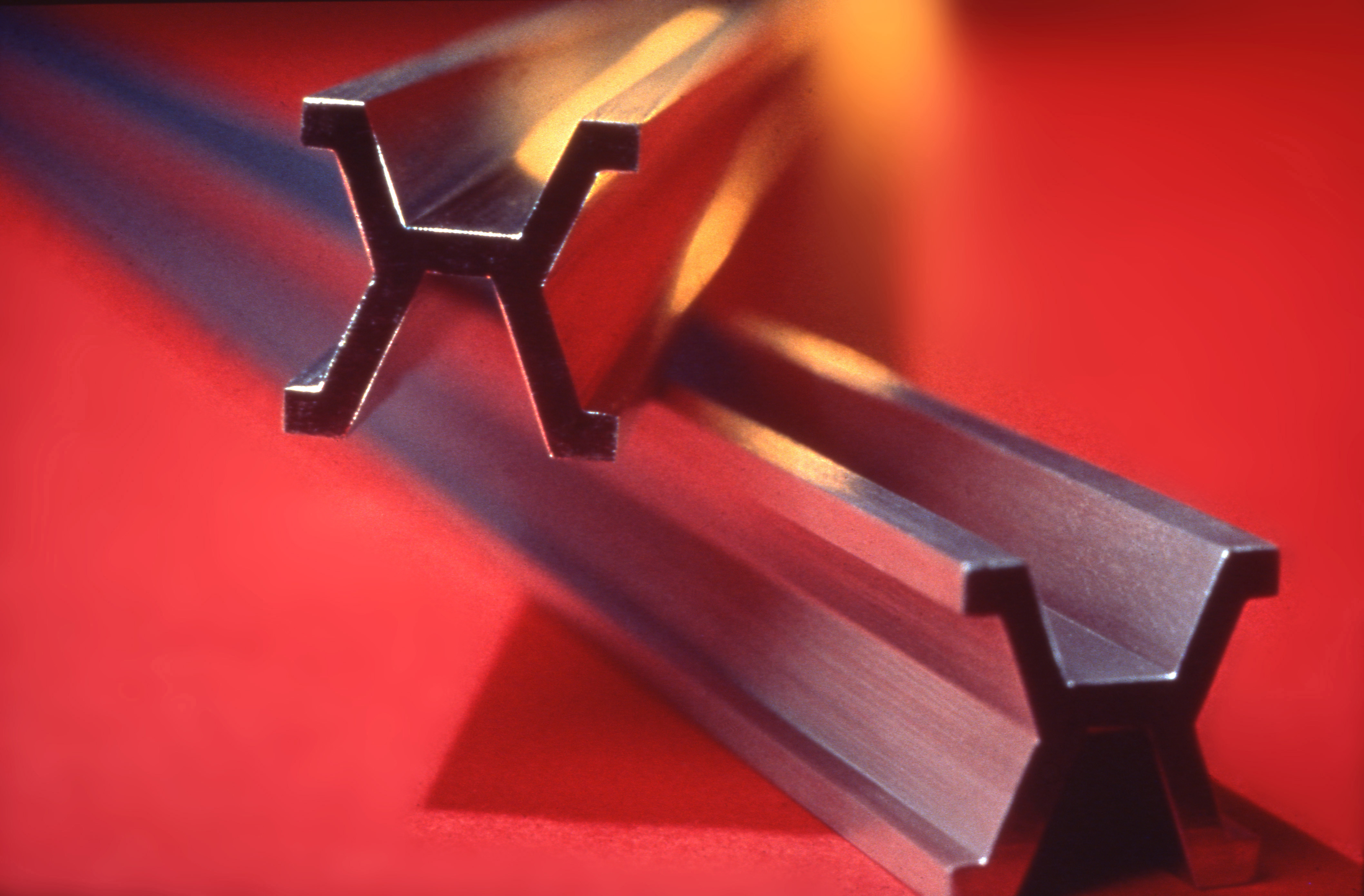
Międzynarodowy wzorzec jednostki miary długości (do 1960) - 1 metr; wykonany ze stopu platyny z irydem

Wzorzec jednostki miary, in. etalon (fr. étalon) – przyrząd pomiarowy, materiał odniesienia lub układ pomiarowy przeznaczony do zdefiniowania, zrealizowania, zachowania lub odtworzenia jednostki miary albo jednej lub wielu wartości pewnej wielkości i służący jako odniesienie.
Istnieją 2 główne klasy wzorców jednostek miar:
- Definiowane na podstawie obiektywnych wartości związanych ze znanymi zjawiskami fizycznymi, możliwe zatem do odtworzenia pod warunkiem posiadania odpowiedniego wyposażenia. Przykładem jednostki tego typu może być metr, ustalony jako ułamek długości południka paryskiego (później definicja została zmieniona na równoważną, jednak znacznie precyzyjniejszą, opartą na prędkości światła w próżni).
- Ustalone umownie (wzorzec materialny), dla których wzorzec jest jednocześnie definicją. Przykładem jednostki tego typu jest kilogram, choć trudności związane ze stabilnością tak definiowanej miary i postęp techniki zachęcają do ustalenia nowej definicji opartej na powszechnie dostępnych, mierzalnych wartościach.

Rozróżnia się 4 rodzaje etalonu:
- Etalon podstawowy – jest to etalon o najwyższych właściwościach metrologicznych odnoszących się do określonej wielkości. Etalonu tego nigdy nie używa się do pomiarów. Porównuje się go z etalonami świadkami i etalonami odniesienia.
- Etalon świadek – jest to etalon przeznaczony do kontrolowania niezmienności etalonu podstawowego lub zastępowania go w przypadku uszkodzenia lub zaginięcia.
- Etalon odniesienia – jest to etalon, z którym porównuje się etalony o mniejszej dokładności.
- Etalon kontrolny – jest to etalon wywzorcowany przez porównanie z etalonem odniesienia i służący do sprawdzania narzędzi pomiarowych użytkowych o mniejszej dokładności.